# メビウス ファイナルファンタジー
『メビウス ファイナルファンタジー』（MOBIUS FINAL FANTASY、略称: MFF）は、スクウェア・エニックスより配信されていたスマートフォン向けゲーム。サービス期間は2015年6月4日 - 2020年3月31日。基本プレイ無料（アイテム課金制）。

## 概要
『ファイナルファンタジーシリーズ』の新規派生タイトル。
「パラミティア」と呼ばれる惑星を舞台に「光の戦士」達と「カオスの軍勢」の戦いを描くという内容。「ナンバリング級クオリティのスマートフォン用FF」をコンセプトに、モバイル用RPGとしては破格のクオリティのグラフィックや、北瀬佳範や野島一成など歴代ナンバリングFF作品に携わったクリエーターの起用をアピールポイントとしている。
2016年8月3日より英語・中国語（繁体字）・韓国語に対応したグローバル版の配信を開始。またPC（Windows）版のリリースも決定し、同年11月1日より配信開始された。
初期の頃はシステムの不備が多く、遊びにくいと評価が低かったが、その後のアップデートでシステム面の不備はほぼ解消されていた。シナリオは野島一成が監修しているだけ有って、当初から骨太のFFらしいストーリーとして評価は高い。
2017年7月15日、第1部に当たる「光の戦士篇」が完結した。2017年12月25日に2018年3月頃に第2部「破滅の戦士篇」スタートと発表があった。その後、2018年3月26日に改めて、2018年4月11日より第2部プロローグの配信を開始、本編は4月27日より配信を開始するとの告知があった。タイトルについてもメジャーアップデートによって『メビウス ファイナルファンタジー 破滅の戦士』へと改題されている。
過去のシリーズ作品とのコラボレーションイベントも特徴で、2019年8月現在までに『ファイナルファンタジーVII』『ファイナルファンタジーVIII』『ファイナルファンタジーX』『ファイナルファンタジーXII』『ファイナルファンタジーXIII』とのコラボレーションが行われている。このうち、野島自身がオリジナルのシナリオに関与していた『VII』『VIII』『X』『XIII』のイベントにおいては、それぞれクラウド・セフィロス・スコール・ティーダ・ライトニングが登場し、ストーリーも部分的にオリジナルとリンクする内容になっている。特に『X』のイベントはオリジナルの『X』と『ファイナルファンタジーX-2』の間をつなぐ物語でオリジナルの内容を補完する物になっている（『VII』『X』のイベント部分のシナリオを担当したのは渡辺大祐）。
2020年3月31日をもってサービスを終了した。

## システム
本作のストーリーは章立てとなっており、アップデートによりストーリーが追加されていく。それぞれの章への移動はワールドマップから可能であり、ワールドマップには期間ごとのイベントや、探索リージョン、チャレンジリージョンなどの多くのマップが存在する。

### バトル
シンプルな片手操作で楽しめる「ターン制コマンドバトル」となっている。画面をタップすることで「たたかう」が発動し、それによりエレメントが溜まり、アビリティ攻撃が可能になる。アビリティにより使える属性は火水風土光闇があり、それぞれ火水、風土、光闇が相対関係となっている。また、ジョブにより使える属性は3つ決まっており、「たたかう」で発生するエレメントの属性もそこで決まる。自分の扱える属性であれば、エレメントドライブという行動をした属性に対して耐性を持つことができ、エレメントドライブした属性は少しの間、その属性エレメントの発生率が減る。
その後、オートバトル機能が追加され、さらなる快適性向上が図られている。

### ジョブ
本作にはジョブが存在し、ジョブは召喚というガチャでのみ手に入る。ジョブは大きく分けて戦士系、魔道士系、レンジャー系、モンク系に分かれている。戦士系には、暗黒騎士、竜騎士、魔道士系には黒魔道士、白魔道士、レンジャー系にはハンター、シーフ、モンク系には拳闘士、グラップラー、仙術士などが存在する。ジョブはそれぞれ異なった必殺技を持っている。使える属性、必殺技などからジョブを使い分けてたたかう事になる。実装したジョブによって、ゲーム中のキャラクターのグラフィックも変わる。また、アルティメットジョブという過去作の登場人物になれる特殊なジョブも存在する。アルティメットジョブも実装すると、ゲーム中のキャラクターのグラフィックもそのキャラクターの物へと変化する。2019年8月23日現在、アルティメットジョブは、クラウド、セフィロス、ライトニング、ヤ・シュトラ、ティーダ、ユウナ、ギルガメッシュ、ティファ、エアリス、スコール（イベント配布のものと召喚で入手できるもので2種類存在する）、ジェクトが存在する。ジョブもアルティメットジョブも随時追加されている。

## 登場人物
ウォル
声 - 島﨑信長
本作の主人公。光の戦士候補としてパラミティアに召喚された記憶喪失の青年。
冷静沈着であり相当なひねくれ者だが、正義感は持ち合わせている。パラミティアに対して懐疑的な感情を抱いている。
「光の戦士篇」の終盤にてヴォイスの目論み通りパラミティアの存在に絶望して闇に堕ち、「破滅の戦士篇」ではパラミティアを滅ぼそうとする魔王へ変貌した。
セーラ・ロット・コーネリア
声 - 原由実
本作のヒロイン。パラミティア王国コーネリア家の末裔たる王女。
世界を救うとされている光の戦士を待ちわびている。
「破滅の戦士篇」では魔王へ変貌したウォルを正気に戻すべく、エコーとメイア、途中で出会ったグラフとソフィと共に自ら戦いに赴く。
エコー
声 - 丹下桜
本作のもう一人のヒロイン。妖精の女の子。本来姿は見えないものだが、ウォルにはその姿が見えている。
ウォルに負けず劣らずのひねくれ者。予言にはそれなりに詳しい。
モグ
声 - 久野美咲
パラミティアに住まうモーグリ族の一人。ウォルに助けられ、旅の案内役となる。しかし、中盤でウォルのための道を開くために命を落とす。
本作のモーグリ族は記憶を種族全体で共有している。
ガーランド
声 - 藤原啓治→石井康嗣（2016年以降）
知識と経験に富んだ騎士。傍若無人にずけずけと物を言う。
ウォルに目をかけ、光の戦士にすべく旅を導いていたが、ある事件を境に闇を渇望するようになって変貌し、敵対。ウォルが別人と誤認するほど姿と声が変わってしまった。
ヴォイス
声 - 関俊彦
ウォルを導く謎の声。重要なことはヴォイスから語られるが、核心までは語らない。
ガーランド曰く「9割方役立つ事しか言わないが、残りの1割はクソみたいなたわごとだ」。
光の戦士を渇望しており、ウォルを導いている。
その正体は、パラミティアの創造主であり、ウォルを自身の筋書き通りに進めた黒幕にして最終ボス。
メイア
声 - M・A・O
異端の魔女と呼ばれている黒髪の長髪の女性。
青い服を着用している。性格は冷静だが、穏やかな物腰であり、時折、ウォルに助言したり、手を貸すこともある。パラミティアという世界について何か知っている模様。
ブランク
声 - 非公開
ウォルと同じ名前の光の戦士候補たちで、ウォルと同じく記憶喪失。ヴォイスからは過去の無い空白の者達、という意味でブランクと呼ばれている。
パラミティアには既に何人ものブランクがおり、そのほとんどが手短な小さい幸せを支えに生きているが、失われた記憶を取り戻した途端に自滅に走り死んでいく。
シド
声 - 広田みのる

グラフ
声 - 武内駿輔
『破滅の戦士』にて登場。
ソフィ
声 - 高野麻里佳
『破滅の戦士』にて登場。

## スタッフ
- プロデューサー：北瀬佳範
- ディレクター：鳥山求
- プロジェクトリーダー：浜口直樹（第一部「光の戦士」篇）、白神剛志（第二部「破滅の戦士」篇）
- アートディレクター：松田俊孝
- キャラクターデザイン：板鼻利幸
- グラフィックス & VFXディレクター：高井慎太郎
- コンポーザー：鈴木光人
- リードシナリオライター：渡辺大祐
- シナリオスーパーバイザー：野島一成